# Inner-Hundsjön
Inner-Hundsjön är en sjö i Kramfors kommun i Ångermanland och ingår i Ångermanälvens huvudavrinningsområde. Sjön är 20,5 meter djup, har en yta på 0,187 kvadratkilometer och är belägen 66,4 meter över havet. Vid provfiske har abborre, gädda, lake och mört fångats i sjön.

## Delavrinningsområde
Inner-Hundsjön ingår i det delavrinningsområde (700034-160551) som SMHI kallar för Utloppet av Ytter-Hundsjön. Medelhöjden är 132 meter över havet och ytan är 5,26 kvadratkilometer. Räknas de 6 avrinningsområdena uppströms in blir den ackumulerade arean 22,16 kvadratkilometer. Mångsån som avvattnar avrinningsområdet har biflödesordning 3, vilket innebär att vattnet flödar genom totalt 3 vattendrag innan det når havet efter 14 kilometer. Avrinningsområdet består mestadels av skog (79 procent). Avrinningsområdet har 0,37 kvadratkilometer vattenytor vilket ger det en sjöprocent på 7 procent.